# シャトネ＝マラブリー
シャトネ＝マラブリー （Châtenay-Malabry）は、フランス、イル＝ド＝フランス地域圏、オー＝ド＝セーヌ県のコミューン。

## 地理

シャトネ＝マラブリーの位置

シャトネ＝マラブリーはパリ南部の郊外コミューンで、ウルポワ地方（fr）に属す。フランス国道のゼロ地点であるノートルダム大聖堂から南西約11.3km地点にある。コミューンはエソンヌ県と境界を接し、イヴリーヌ県にも近い。
コミューン内をクーレ・ヴェール・デュ・シュド・パリジャン（fr、LGV大西洋線のトンネル上の緑地）が横断している。クーレ・ヴェールは、フランス国内に4本あるサンティアゴ・デ・コンポステーラの巡礼路の一つ、ヴィア・ポデンスの一部を成している。

## 交通
- 道路 - RD986（東西に走る。近接するコミューン、ヴェリエール＝ル＝ビュイッソンとの境界でもある）、D128、D67、D63、D75（以上は南北）
- 鉄道 - シャトネ＝マラブリーは、RER B線を通じてRERと直接つながっていないが、ソーにあるロバンソン駅が近いのでRER B線の利用が可能である。

## 由来
Châtenayとは、小さな城またはローマ駐屯地を意味するラテン語のcastellanumから派生したことが確かである。この記録は1世紀または2世紀にさかのぼる。ガロ＝ローマ時代のものは発見されているが、先史時代やガリア時代のものは見つかっていない。
かつて語源はCastanea（クリ）であると言われた。しかしクリの栽培はこの地域で相対的に新しく行われたことが知られている。
Malabryとは、ハンセン病患者（maladrerie）や貧相な避難所（mal-abri）が変形したもので、コミューン内にある多くの斜面や丘陵、15世紀初頭の地主の名が関係する可能性が高い。
1920年以前は、シャトネ・レ・バニュー（Châtenay les Bagneux）と呼ばれていた。

## 歴史

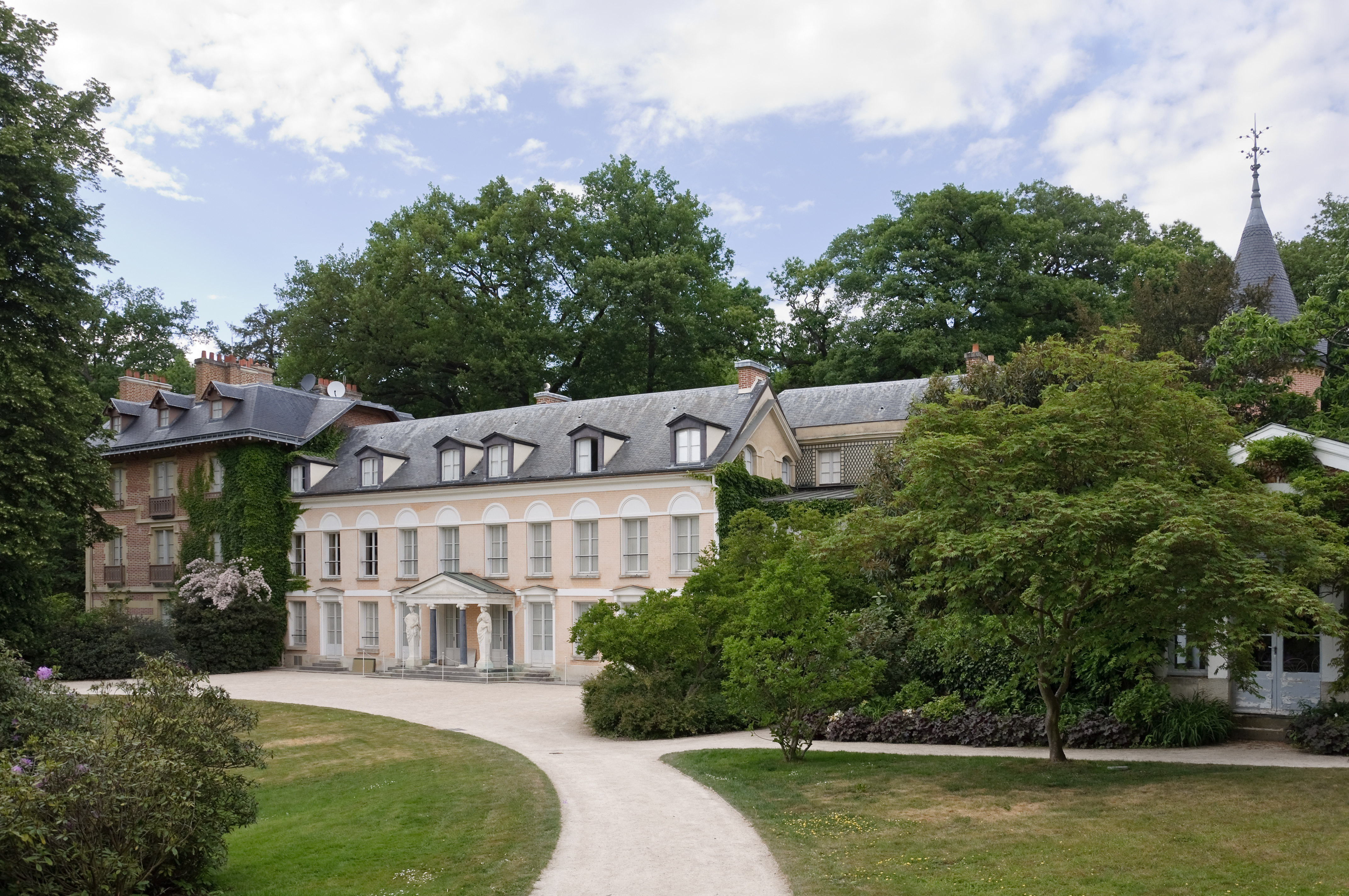
シャトーブリアン邸

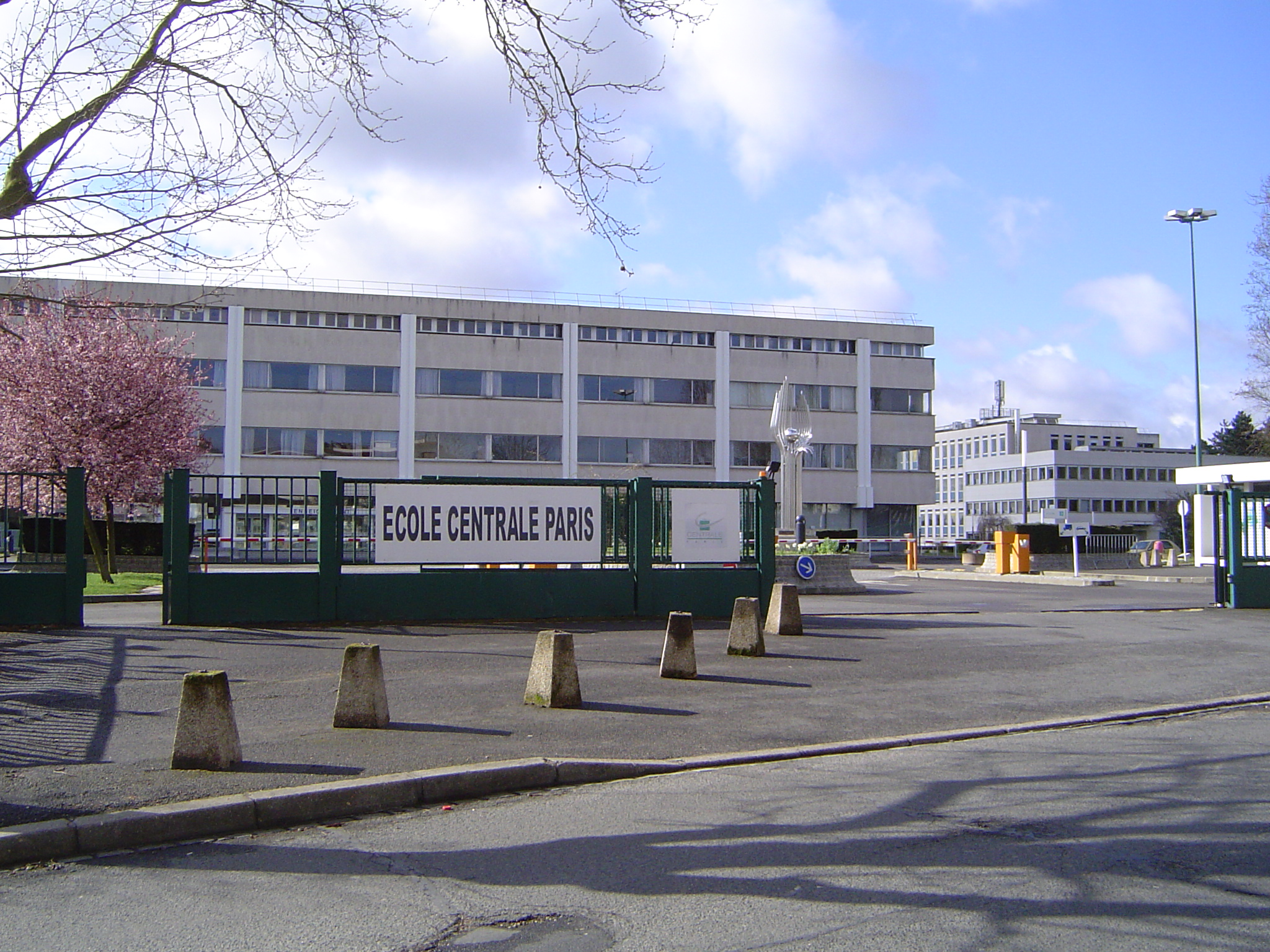
エコール・サントラル・パリ

シャトネ＝マラブリーの境界線は、ソー領に近接する領地を基本として、フランス革命後に設定された。これには9世紀にできたシャトネの古い町、17世紀にできたオルネー集落、マラブリー高地（17世紀からあるが19世紀初めまで都市化されなかった）の3つの区域が含まれた。
ガロ＝ローマ時代の陶器の破片が、ルテティアに近く緑豊かで日のあたる、この場所での継続した人の定住を証明している。
しかしシャトネの名前が初めて現れたのは829年だった。サント＝ジュヌヴィエーヴ修道院の修道士が祭壇画にCastanetum cum ecclesiaと刻んだのである。
10世紀に教区となったシャトネは、パリのノートルダム大聖堂教会参事会に属した。教会参事会の領地はシャトネのみならず、現在のソーやプレシ＝ロバンソンに及んでいた。
1266年、シャトネから解放された民はルイ9世の公正な政策に感謝した。王は農奴制を廃止する代わりに教会参事会へ財政援助を行い、1400リーヴルを支払ったのである。
12世紀、シャトネからプレシ＝ロバンソンが分離し、13世紀にはソーが分離した。それでもシャトネ教区は広く、18世紀から19世紀には貴族やブルジョワの世帯が移り住んできた。ヴォルテールは1719年からシャトネに滞在し、フランソワ＝ルネ・ド・シャトーブリアンは1807年から1816年までオルネー谷にある自分の領地で暮らした。
20世紀に入ると、シャトネでの農業が衰退し始め、育苗業者や地主へと変わった。同時に、パリに近いシャトネは住宅地の様相が強くなった。1920年、シャトネ＝マラブリーと改名した。
1936年、シャトネの古い町の一角に、ビュット＝ルージュ公立公園（fr）が設置された。1936年、アントニー主導のもとでシャトネは一部の土地を交換した。シャトネはソー公園をアントニーへ譲り、アントニーは北西にある広大な土地をシャトネへ売却した。
1970年代初頭、シャトネにエコール・サントラル・パリとパリ第11大学薬学部、イル＝ド＝フランス社会教育・スポーツセンター（fr、略称CREPS d'Île de France）の校舎が建てられた。そのほかに国立フェンシング学校、盆栽博物館、フランス反ドーピング機関（fr）がある。

## 姉妹都市
- ベルグノイシュタット、ドイツ
- en:Landsmeer、オランダ

## 出身者
- ジェローム・ロタン - サッカー選手
- アラン・サン＝マクシマン - サッカー選手
- グレゴワール・コラン - 俳優
- アンリ・ジェルボー - イラストレーター
- マリック・ジディ - 俳優
- ハッサ・カマラ - サッカー選手
- ケヴィン・マルキュイ - サッカー選手